# Sven Van Der Jeugt
Sven Van Der Jeugt, né le 17 septembre 1980 à Diest en Belgique, est un footballeur et entraîneur belge qui joue au poste de gardien de but. Il est actuellement entraîneur des gardiens au FC St. Pauli.

## Biographie

### En club

#### Débuts difficiles comme réserviste
Sven Van Der Jeugt s'affilie d'abord au KFC Diest. Il rejoint ensuite le Saint-Trond VV puis le Sporting Anderlecht, où il termine sa formation. Il est intégré au noyau de l'équipe première lors de la saison 2000-2001 en qualité de troisième gardien. Il est présent quatre fois sur le banc mais ne dispute aucun match officiel avec les Mauves.
En fin de saison, Sven Van Der Jeugt est transféré par le KSC Lokeren, où il devient la doublure du tchèque Daniel Zítka. Il dispute son premier match officiel le 16 février 2002 à Charleroi. Il joue ensuite deux autres matches en fin de saison, contre Anderlecht et Genk. Les deux saisons qui suivent, il a l'occasion de jouer régulièrement durant le premier tour mais se retrouve ensuite relégué sur le banc. Après trois saisons passées à Lokeren, il quitte le club et rejoint La Gantoise.
Au Stade Jules Otten, Van Der Jeugt ne reçoit jamais sa chance et après six mois, il est transféré à Zulte Waregem, un club de deuxième division, où il s'engage jusqu'à la fin de la saison. Il joue cinq rencontres avec sa nouvelle équipe et décroche le titre de champion de Division 2. Son contrat n'est cependant pas renouvelé et il se retrouve alors sans club.

#### Des hauts et des bas au Lierse
Le 17 février 2006, il est engagé par le Lierse pour pallier la suspension des deux gardiens Patrick Deman (nl) et Cliff Mardulier (nl), impliqués dans l'Affaire Zheyun Yé. Il ne débute que deux mois plus tard avec sa nouvelle équipe et reste titulaire jusqu'à la fin de la saison, qui voit le club assurer son maintien via le tour final de Division 2. La saison suivante, il perd sa place de numéro un d'abord au profit de Nico Vaesen, ensuite de Jan Moons après la mise à l'écart du premier. À la fin de championnat, le club est relégué en deuxième division.
Après deux matches sur le banc, Sven Van Der Jeugt reçoit une nouvelle chance et conserve ensuite sa place de titulaire dans les buts lierrois jusqu'au terme de la saison. L'arrivée de Vladan Kujović le renvoie cependant sur le banc des réservistes à l'aube de la saison 2008-2009, au cours de laquelle il ne jouera aucun match. Devenu troisième gardien l'année suivante, il est prêté pour six mois au RFC Liège en janvier 2010, passant du premier au dernier du classement. Il ne peut éviter la relégation du club en fin de saison et son prêt n'est pas prolongé.

#### Court retour en Division 1
De retour au Lierse, il est autorisé par le club à se trouver un nouvel employeur. Il est alors engagé comme deuxième gardien par Saint-Trond, en Division 1. Après quelques matches, le gardien titulaire Mark Volders est sérieusement blessé, laissant la place à Sven Van Der Jeugt. Il joue une dizaine de rencontres avec les « Canaris » avant de se blesser à son tour et de devoir laisser la place au jeune Laurent Henkinet. Rapidement rétabli, il ne reprendra le poste de premier gardien qu'après une grave blessure au genou de son remplaçant. Il joue ensuite tous les matches jusqu'au début des « Play-offs 2 », où il cède sa place à Bram Castro, arrivé durant la trêve hivernale.

#### Nouveau départ en Division 2
N'étant plus considéré comme le titulaire dans les buts trudonnaires, il décide de tenter sa chance à l'étranger et rejoint le Fortuna Sittard, en deuxième division néerlandaise. L'expérience est toutefois de courte durée. Réserviste, il ne joue aucun match officiel avec son nouveau club et après six mois, il casse son contrat et revient en Belgique. Il s'engage peu après au KVK Tirlemont, qui lutte pour son maintien en Division 2. Malgré son arrivée, le club termine en position de barragiste. Battu lors de ces barrages avec les équipes de Division 3, il est relégué au niveau inférieur.
Cependant, Sven Van Der Jeugt n'accompagne pas ses coéquipiers en troisième division. Il est en effet recruté par l'Antwerp, où il signe un contrat portant sur les trois prochaines saisons. Il ne joue aucun match pendant un an et quitte le club au début du mois d'août 2013 pour rejoindre le Bocholter VV, en Division 3. Là, il retrouve une place de titulaire et dispute presque toutes les rencontres de la saison.

## Statistiques

### En club
| Saison                | Club                  | Championnat           | Championnat | Championnat | Coupe(s) nationale(s) | Coupe(s) nationale(s) | Compétition(s) continentale(s) | Compétition(s) continentale(s) | Compétition(s) continentale(s) | Total | Total |
| Saison                | Club                  | Division              | M.          | B.          | M.                    | B.                    | Comp.                          | M.                             | B.                             | M.    | B.    |
| 2000-2001             | RSC Anderlecht        | Jupiler Pro League    | 0           | 0           | 0                     | 0                     | -                              | 0                              | 0                              | 0     | 0     |
| 2001-2002             | KSC Lokeren           | Jupiler Pro League    | 3           | 0           | 0                     | 0                     | -                              | 0                              | 0                              | 3     | 0     |
| 2002-2003             | KSC Lokeren           | Jupiler Pro League    | 9           | 0           | 1                     | 0                     | -                              | 0                              | 0                              | 10    | 0     |
| 2003-2004             | KSC Lokeren           | Jupiler Pro League    | 8           | 0           | 2                     | 0                     | C3                             | 1                              | 0                              | 11    | 0     |
| 2004-2005             | KAA La Gantoise       | Jupiler Pro League    | 0           | 0           | 0                     | 0                     | -                              | 0                              | 0                              | 0     | 0     |
| 2004-2005             | SV Zulte Waregem      | Division 2            | 5           | 0           | 0                     | 0                     | -                              | 0                              | 0                              | 5     | 0     |
| 2005-2006             | Lierse SK             | Jupiler Pro League    | 9           | 0           | 0                     | 0                     | -                              | 0                              | 0                              | 9     | 0     |
| 2006-2007             | Lierse SK             | Jupiler Pro League    | 8           | 0           | 1                     | 0                     | -                              | 0                              | 0                              | 9     | 0     |
| 2007-2008             | Lierse SK             | Division 2            | 34          | 0           | 0                     | 0                     | -                              | 0                              | 0                              | 34    | 0     |
| 2008-2009             | Lierse SK             | Division 2            | 0           | 0           | 0                     | 0                     | -                              | 0                              | 0                              | 0     | 0     |
| 2009-2010             | Lierse SK             | Division 2            | 0           | 0           | 0                     | 0                     | -                              | 0                              | 0                              | 0     | 0     |
| 2009-2010             | → RFC Liège           | Division 2            | 8           | 0           | 0                     | 0                     | -                              | 0                              | 0                              | 8     | 0     |
| 2010-2011             | K Saint-Trond VV      | Jupiler Pro League    | 20          | 0           | 1                     | 0                     | -                              | 0                              | 0                              | 21    | 0     |
| 2011-2012             | Fortuna Sittard       | Jupiler League (D2)   | 0           | 0           | 0                     | 0                     | -                              | 0                              | 0                              | 0     | 0     |
| 2011-2012             | KVK Tirlemont         | Division 2            | 15          | 0           | 0                     | 0                     | -                              | 0                              | 0                              | 15    | 0     |
| 2012-2013             | Antwerp FC            | Division 2            | 0           | 0           | 0                     | 0                     | -                              | 0                              | 0                              | 0     | 0     |
| 2013-2014             | K Bocholter VV        | Division 2            | 25          | 0           | 2                     | 0                     | -                              | 0                              | 0                              | 27    | 0     |
| Total sur la carrière | Total sur la carrière | Total sur la carrière | 144         | 0           | 7                     | 0                     | -                              | 1                              | 0                              | 152   | 0     |

## Palmarès

### En club
- 1 fois champion de Division 2 en 2005 avec le SV Zulte Waregem.